# 紀明發
紀明發（1949年12月11日—），印尼名克利斯蒂安·哈迪納塔，印尼前男子羽毛球運動員。
紀明發出生於中爪哇省的普禾加多，早期是優秀的單打選手，曾於1973年獲得有名望的全英公開賽亞軍。後來他在雙打方面反而獲得較大成就，被公認為有史以來最偉大的雙打選手之一。
他曾在雅加達贏得1980年世界錦標賽2面金牌，其中1面是與張鑫源搭配的男子雙打，另1面是與黃祖金搭配的混合雙打。他自1971年開始代表印尼出賽，直到1986年退休，前後整整15年。他在湯姆斯盃男子國際團體賽的戰績最令人矚目。從1973年至1986年連續出賽6屆，前後曾與多位隊友搭配，僅僅輸掉1場，使得印尼隊得以贏得4次冠軍（1973、1976、1979、1984）。
2001年，他獲選進入世界羽毛球名人堂。

## 經歷與成就
- 1971年：與阿提克·喬哈里（英语：Atik Jauhari）搭檔贏得印尼全國男子雙打冠軍；與芮特諾·庫斯蒂加搭檔贏得亞洲錦標賽混合雙打冠軍
- 1972年：與張鑫源搭配贏得全英公開賽男子雙打冠軍
- 1973年：與張鑫源搭配贏得全英公開賽男子雙打冠軍
- 1978年：與張鑫源搭配贏得亞洲運動會男子雙打金牌
- 1979年：與張鑫源搭配在世界盃贏得男雙冠軍；與黃祖金搭配贏得全英公開賽混合雙打冠軍
- 1980年：在世界錦標賽中與張鑫源搭配贏得男子雙打冠軍，與黃祖金搭配贏得混合雙打冠軍
- 1981年：與劉邦高搭配贏得日本公開賽男子雙打冠軍
- 1982年：與李英華搭配贏得亞洲運動會混合雙打金牌
- 1984年：在印尼公開賽中與巴比·鄂坦托搭配贏得男子雙打冠軍，與李英華搭配贏得混合雙打冠軍
- 1985年：與李英華搭配在世界盃贏得混合雙打冠軍
- 1972-1986年：6度代表印尼國家隊參加湯姆斯盃男子團體賽

## 運動事業
- 印尼羽毛球運動員（1971-1986年）
- 印尼羽毛球教練（1985年開始）
- 印尼羽毛球協會職員及國家訓練主任

## 外部連結
- Profile Archive.today的存檔，存档日期2006-11-21 (In Indonesian)
- Christian Hadinata Paling Rajin, Pangkat Naik, Enggan di Belakang Meja （页面存档备份，存于） （印尼文）
- Christian Hadinata Jual Rumah demi Pendidikan Anak （页面存档备份，存于） （印尼文）
- Christian Hadinata Kesetiaan di Dunia Bulutangkis （页面存档备份，存于） （印尼文）